# デッドロック (2021年の映画)
『デッドロック』（原題：Deadlock）は、2021年のアメリカ合衆国のアクション・スリラー映画。
監督はジャレッド・コーン、出演はパトリック・マルドゥーンとブルース・ウィリスなど。
警官の誤射で息子を殺され、その復讐のために雇った傭兵部隊とともに水力発電ダムを占拠した元レンジャーと、彼の凶行を止めようとする元レンジャーの溶接工を描いている。

## キャスト
※括弧内は日本語吹替
- マック: パトリック・マルドゥーン（英語版）（早川毅）
- ロン・ウィットロック: ブルース・ウィリス（樋浦勉）
- ブーン: マシュー・マースデン（峰晃弘）
- スミス: マイケル・デヴォーゾン（松尾桂樹）
- ゲイター: スティーヴン・サイラス・セファー（真木駿一）
- ソフィア: エイバ・パロマ（彩月奏恵）